# Snæbum Sø
Snæbum Sø er en lille sø, der ligger omgivet af landsbyen Snæbum, med Snæbum Kirke ved den sydvestlige ende, godt otte km vest for Hobro. Søen er et kendt fiskevand hvor der kan fanges gedde, aborre, sandart, ørred, ål og suder.

## Eksterne kilder og henvisninger
- Danmarks Søer, Søerne i Nordjyllands og Viborg Amter, af Thorkild Høy m.fl. ISBN 87-7717-200-0

56°38′45.55″N 9°38′53.31″Ø / 56.6459861°N 9.6481417°Ø